# PolyGram Music
Pour les articles homonymes, voir PolyGram Filmed Entertainment.
PolyGram, anciennement Grammophon-Philips Group, est une major de l'industrie musicale et une entreprise néerlandaise, filiale du groupe Philips, créée en 1962 et disparue en 1999 lors de sa fusion avec Universal Music Group.
En 2016, une nouvelle version de la société a été relancée par Universal Music Group sous le nom Polygram Entertainment, maintenant destinée à la production et la distribution de films et de séries basés sur les artistes du groupe.

## Histoire

### Débuts
L'origine de PolyGram se trouve aux Pays-Bas, lorsqu'en 1931, l'entreprise Hollandsche Decca Distributie (HDD) devient le distributeur exclusif du label britannique Decca Records aux Pays-Bas et dans ses colonies. Philips prend le contrôle de HDD en 1942, et se lance dans la publication de disques, avec des laboratoires de recherche à Eindhoven, d'enregistrement à Hilversum, de fabrication à Doetinchem, ainsi que de bureaux de distribution à Amsterdam et d'export à Eindhoven. À la fin des années 1940, l'ensemble des activités de Philips liées à la musique sont regroupées au sein d'une filiale nommée Philips Phonografische Industrie (PPI) et basée à Baarn.
Souhaitant en faire le leader en Europe, Philips décide de développer PPI en rachetant des entreprises ayant des métiers identiques. L'acquisition la plus importante a lieu en 1962 : la division américaine de Philips, Consolidated Electronics Industries Corporation (Conelco), prend le contrôle de Mercury Records, ce qui lui donne accès au marché américain. La même année, PPI s'associe avec Deutsche Grammophon Gesellschaft (DGG), propriété de Siemens, spécialisée dans le répertoire classique et distributeur de Decca en Allemagne depuis 1935. Le label Polydor Records, propriété de DGG, est apporté au nouvel ensemble, qui se renomme Grammophon-Philips Group (GPG). Il est contrôlé pour moitié par Philips et pour moitié par Siemens. C'est en 1972, à la suite de la fusion entre PPI et DGG, que l'entreprise devient PolyGram. L'ensemble des activités d'enregistrement, de fabrication et de distribution sont regroupées en 1977. 

### Croissance, chute et réorganisation
Les activités du groupe se développent alors majoritairement aux États-Unis et en Angleterre : Polydor Records se lance à l'assaut du marché américain en 1969, et PolyGram prend le contrôle de MGM Records et Verve en 1972, United Distribution Corporation (UDC) en 1973, Casablanca en 1977, Pickwick Records en 1978, Decca en 1980, et RSO en 1984.
Dans les années 1970, PolyGram se diversifie dans la production de films et de cassettes vidéo, distribuées sous le nom PolyGram Video. Elle profite du boom du disco, avec notamment les succès des films La Fièvre du samedi soir (Saturday Night Fever), Grease, Thank God It's Friday et des bandes-son associées. Sa part de marché aux États-Unis passe de 5 % à 20 %, avec des artistes comme Abba, The Bee Gees, Donna Summer, The Village People, Andy Gibb, Kool and The Gang. Cependant, à la fin des années 1970, la brutale chute de l'engouement pour le disco entraîne de lourdes pertes pour PolyGram, qui doit faire face à des retours de vinyles et de cassettes invendus. Le patron de Philips, Jan Timmer, prend en main la filiale et la réorganise en devenant moins dépendante de grandes stars, en misant sur des groupes régionaux.
En 1982, PolyGram rachète 20th Century Fox Records à 20th Century Fox, et tente de fusionner en 1983 avec Warner Music. Cette fusion est un échec, mais à cette occasion, Philips monte au capital de PolyGram à hauteur de 90 %. Il acquerra les 10 % restants en 1987. Dans les années 1980, le compact disc, inventé par Philips et Sony, dope les ventes et les parts de marché de PolyGram, entre autres grâce à son répertoire de musique classique. Les ventes de CD aux États-Unis passent de 1 million en 1983, à 334 millions en 1990 et 943 millions en 2000. Au Royaume-Uni, elle passent de 300 000 en 1983 à 51 millions en 1990 et 202 millions en 2000. 
En 1991, le français Alain Lévy, qui a conclu en 1989 les rachats de A&M, Island Records et du label suédois Polar Music qui détient les droits de ABBA, est nommé PDG de PolyGram.
Dans les années 1990, la croissance de PolyGram se poursuit, il prend le contrôle de Motown en 1993, de Def Jam en 1994 et de Rodven (Venezuela) en 1995.

### Fusion avec Universal Music Group
PolyGram est vendu en 1998 au canadien Seagram, qui possède, en héritage de MCA, Universal Pictures et Universal Music Group (UMG),. Toutes les activités musicales de Polygram sont fusionnées au sein d'UMG. Les seules traces restantes de PolyGram au sein d'UMG sont les labels Polydor Records et Deutsche Grammophon. L'activité distribution vidéo PolyGram Video a été renommée Universal Studios Home Entertainment. La distribution internationale, s'effectue toujours en commun avec Sony Pictures Home Entertainment.
Enfin, en 2000, en rachetant Seagram, le groupe français Vivendi SA acquiert Universal Studios et Universal Music, et forma le nouveau groupe Vivendi Universal. 

## Procédés
Philips, via PPI, fut un acteur important dans le développement du disque vinyle LP en Europe. Il fut présenté en 1949, un an après son lancement par Columbia Records le 18 juin 1948. Philips fut également l'inventeur de la cassette audio en 1963. 